# Gateway Cities

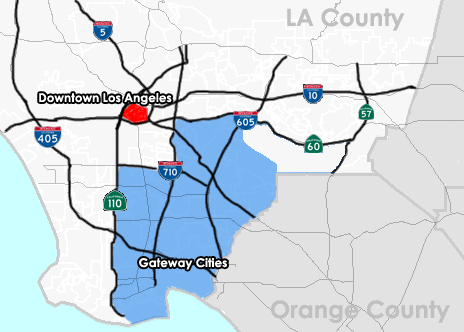
Les Gateway Cities (en bleu ; les frontières sont approximatives).

Les Gateway Cities sont des villes situées dans le sud-est du comté de Los Angeles, en Californie du sud. Historiquement, cette région est le cœur de la production industrielle du Grand Los Angeles. Les plaines des fleuves Los Angeles et San Gabriel étaient en effet idéales pour le développement industriel, et l'urbanisation de la région commença dans les années 1900. Cependant, les accords de libre-échange nord-américains transformèrent considérablement le paysage économique des Gateway Cities, qui a perdu depuis sa prédominance industrielle dans le comté.

## Villes
- Artesia
- Bell
- Bell Gardens
- Bellflower
- Cerritos
- Commerce
- Compton
- Cudahy
- Downey
- Hawaiian Gardens
- Huntington Park
- La Habra Heights
- La Mirada
- Lakewood
- Long Beach
- Lynwood
- Maywood
- Montebello
- Norwalk
- Paramount
- Pico Rivera
- Santa Fe Springs
- Signal Hill
- South Gate
- Vernon
- Whittier